# Penparcau
Penparcau är en ort i Storbritannien.   Den ligger i kommunen Ceredigion och riksdelen Wales, i den södra delen av landet, 290 km väster om huvudstaden London. Penparcau ligger 35 meter över havet och antalet invånare är 3 088.
Terrängen runt Penparcau är kuperad åt nordost, men åt sydväst är den platt. Havet är nära Penparcau västerut. Runt Penparcau är det ganska glesbefolkat, med 43 invånare per kvadratkilometer. Närmaste större samhälle är Aberystwyth, 1,5 km norr om Penparcau. Trakten runt Penparcau består i huvudsak av gräsmarker.